# Ácido alendrónico

El ácido alendrónico (DCI), disponible en forma de sal alendronato sódico (USAN, comercializado como Fosamax por Merck) es un bisfosfonato usado en la osteoporosis y diversos trastornos óseos. Está disponible solo o en asociación con vitamina D (2800 U y 5600 U, como Fosamax+D). la patente de Merck para alendronato expiró en 2008 y la compañía Merck perdió una serie de apelaciones para impedir la entrada de la versión genérica que autorizó la U.S. Food and Drug Administration (FDA).
El 6 de febrero de 2008, la agencia norteamericana aprobó los primeros genéricos del alendronato.
 en contraste en la inhibición del farnesil pirofosfato, el alendronato es el último, es decir el que inhibe menos.
Considerando sus propiedades gastroerosivas se ha ensayado un gel para el tratamiento de enfermedad periodontológica.

## Enlaces
- Efectos antiangiogénicos

- Datos: Q420057
- Multimedia: Alendronic acid / Q420057